# Tylodina corticalis
Tylodina corticalis is een slakkensoort uit de familie van de Tylodinidae. De wetenschappelijke naam van de soort is voor het eerst geldig gepubliceerd in 1889 door Tate.